# Královský řád Viktoriin

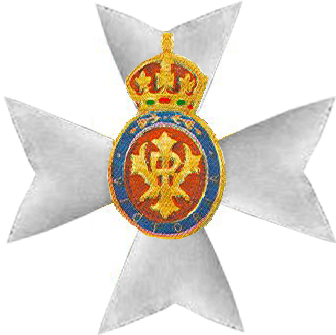
Řádový kříž člena Řádu

Královský řád Viktoriin (anglicky: Royal Victorian Order) je britské vyznamenání a rytířský řád, který je udělován pouze na základě uvážení britského panovníka a není tedy předmětem návrhu premiéra.
Založila jej roku 1896 královna Viktorie, jako svůj osobní řád, neboť ostatní řády a vyznamenání Britského impéria mohla udělit pouze na návrh ministerského předsedy, Podvazkový řád a Řád bodláku mají limitované počty členů, a cítila potřebu vyznamenat osoby, které se zasloužily o monarchii. Je tedy udělován za osobní služby panovníkovi a je často udělován osobním spolupracovníkům a zaměstnancům krále, přičemž může být udělen jak občanům zemí Commonwealthu, tak i cizincům.
Suverénem řádu je britský monarcha, který jmenuje velmistra, kterým je v současné době (2011) princezna Anna. Dalšími řádovými úředníky jsou kancléř, sekretář, registrátor, kaplan a genealog. Řád má pět tříd, z toho dvě nejvyšší přinášejí pasování na rytíře, tyto dva stupně také opravňují občany zemí Commonwealthu používat titulu Sir / Dame před jménem, všechny stupně jsou uvedeny s příslušnou zkratkou, kterou je možno uvádět za jménem vyznamenaného (př. Sir Richard Thompson, KCVO, Lionel Logue, CVO ...):
- velkokříž (GCVO)
- rytíř-komandér (KCVO/DCVO)
- komandér (CVO)
- poručík (LVO; do r. 1984 člen 4. stupně MVO)
- člen (MVO)

Řád má také zlatou, stříbrnou a bronzovou medaili se zkratkou RVO.
Pořadí řádu ve stupnici řádů záleží na každé zemi Commonwealthu, obecně je ve spodní části tohoto žebříčku, nad Řádem britského impéria. Královský Viktoriin řetěz a Viktoriin kříž jsou odlišná vyznamenání.